# Nationaalsocialisme

Vlag van nazi-Duitsland

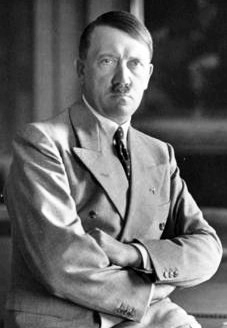
Adolf Hitler in 1933

Het nationaalsocialisme, ook wel ingekort tot nazisme, is een aan het fascisme verwante ideologie die kort na de Eerste Wereldoorlog in Duitsland ontstond. Meestal wordt het woord gebruikt als omschrijving van de dictatuur die Duitsland beheerste van 1933 tot en met 1945 (ook bekend als de periode van het 'Derde Rijk' of 'nazi-Duitsland'). Adolf Hitler was de voornaamste ideologische vormgever van het nationaalsocialisme en tevens de leider van de NSDAP, de politieke partij die het nazisme vertegenwoordigde in de politieke arena. Nadat deze NSDAP de alleenheerschappij in Duitsland verkreeg, werd hij de totalitaire dictator, oftewel absolute alleenheerser (Führer) van Duitsland.

## Etymologie
De volledige naam van de nazipartij was Nationalsozialistische Deutsche Arbeiterpartei (Duits voor 'Nationaal-Socialistische Duitse Arbeiderspartij') en officieel gebruikten ze het acroniem NSDAP. De term 'nazi' werd, vóór de opkomst van de NSDAP, gebruikt als een informeel en denigrerend woord voor een achterlijke boer. Het kenmerkte een onhandig persoon. In die zin was het woord nazi een koosnaam van de Duitse mannennaam Igna(t)z (zelf een variatie op de naam Ignatius) - Igna(t)z was destijds een veelvoorkomende naam in Beieren, het gebied waar de NSDAP vandaan kwam.
In de jaren twintig grepen politieke tegenstanders van de NSDAP in de Duitse arbeidersbeweging dit aan. Ze gebruikten de eerder afgekorte term Sozi voor Sozialist (Duits voor 'Socialist') als voorbeeld en verkortten de naam van de NSDAP, Nationalsozialistische, tot het afwijzende 'Nazi', om hen te associëren met het denigrerende gebruik van de eerder genoemde term.Het eerste gebruik van de term 'Nazi' door de nationaalsocialisten vond plaats in 1926 in een publicatie van Joseph Goebbels genaamd Der Nazi-Sozi ['De Nazi-Sozi']. In Goebbels' pamflet verschijnt het woord 'Nazi' alleen wanneer het wordt gekoppeld aan het woord 'Sozi' als afkorting van 'Nationaal-Socialisme'.
Nadat de NSDAP in de jaren 30 aan de macht kwam, werd het gebruik van de term "nazi" op zichzelf of in termen als "nazi-Duitsland", "naziregime", enzovoort, gepopulariseerd door Duitse ballingen buiten het land, maar niet in Duitsland. Van hen verspreidde de term zich naar andere talen en werd uiteindelijk na de Tweede Wereldoorlog weer teruggebracht in Duitsland. De NSDAP nam kortstondig de aanduiding "nazi" over in een poging de term opnieuw toe te eigenen, maar gaf deze poging al snel op en vermeed over het algemeen het gebruik van de term toen ze aan de macht was. In elk geval noemden de auteurs zichzelf doorgaans "nationaalsocialisten" en hun beweging "nationaalsocialisme", maar nooit "nazi's". Een compendium van Hitlers gesprekken van 1941 tot 1944, getiteld Hitlers tafelgesprekken, bevat het woord "nazi" ook niet. In toespraken van Hermann Göring gebruikt hij nooit de term "nazi". Hitlerjugend-leider Melita Maschmann schreef een boek over haar ervaringen, getiteld Account Rendered. Ze noemde zichzelf geen "nazi", hoewel ze nog lang na de Tweede Wereldoorlog aan het schrijven was. In 1933 beantwoordden 581 leden van de National Socialist Party interviewvragen die professor Theodore Abel van Columbia University hen stelde. Ze noemden zichzelf ook geen "nazi's".

## Omschrijving
Het nationaalsocialisme bevat, zoals in veel andere autoritaire ideologieën, antiparlementaire, antiliberale (het kant zich enerzijds tegen economisch liberalisme, en bijv. vrijheid van meningsuiting) en anti-marxistische elementen. Het opvallendste verschil met andere ideologieën zijn vooral de extreem racistische elementen. Volgens de nationaalsocialistische propaganda zijn de "Ariërs" (in nazi-ogen de blanke West-Europeanen) de bron van alle menselijke beschaving en zouden alleen "Arische" mensen in staat zijn cultuur en wetenschap te bevorderen. Andere 'rassen', door de nazi's als niet-waardevol aangemerkt, zouden slechts voor slavenwerk geschikt zijn, en vooral "Joden" – gezien als een apart ras – zouden, volgens de nazi-propaganda, zelfs extreem gevaarlijk zijn en uit zijn op de vernietiging van de 'Ariërs'. Racisme leefde in veel Europese staten en in bijvoorbeeld de Verenigde Staten en Zuid-Afrika was het zelfs een onderdeel van het toenmalige regeringsbeleid (zie Rassensegregatie). Maar het Duitse nationaalsocialisme voerde dit vrij algemene westerse racisme tot zijn uiterste consequenties door, culminerend in massamoord (genocide).
Het nationaalsocialisme wordt veelal gezien als een ideologie, gebaseerd op een racistische pseudowetenschap. Als een van de geestelijke vaders kan worden gezien Arthur Moeller van den Bruck (1876-1925), boegbeeld van de 'Konservative Revolution' en auteur van het boek Das dritte Reich (1923). Hij droomde van een 'Duits socialisme'. In het werk 'Das Recht der jungen Völker' (1919) brak hij een lans voor de belangen van het Duitse en het Russische volk als 'jonge volkeren', volkeren dus die omwille van hun dynamiek de toekomst zou toebehoren. Tussen 1906 en 1922 gaf Moeller van den Bruck ook de Duitse vertaling van het werk van Dostojevski uit.
De Nationaalsocialistische Duitse Arbeiderspartij (NSDAP) was de politieke partij waarin het nationaalsocialisme zich georganiseerd had met als staatkundige leider, Adolf Hitler, die ook grotendeels de ideologie had vormgegeven. Deze werd volgens zijn ideologie door "de voorzienigheid" uitgekozen en moest volgens zijn eigen woorden als een soort Messias het Duitse volk 'verlossen van de binnen- en buitenlandse vijanden' en vervolgens naar een glorierijke toekomst leiden. De NSDAP was vlak na de Eerste Wereldoorlog opgericht en uiteindelijk wist deze partij in januari 1933 aan de macht te komen in Duitsland. Binnen korte tijd had Hitler het land veranderd in een totalitaire dictatuur met hemzelf als absoluut heerser. Naar het Duitsland in deze periode wordt wel verwezen met de term nationaalsocialistisch Duitsland (afgekort tot "nazi-Duitsland"). Een van de eerste antisemitische acties van het bijbehorend regime waren de rassenwetten van Neurenberg (15 september 1935), waarin de Joden hun burgerrechten ontnomen werden.

## Sociaal darwinisme en eugenetica
Het nationaalsocialisme ontleent veel van zijn ideeën aan het sociaal darwinisme, dat de door Charles Darwin geïntroduceerde evolutietheorie ook op de menselijke samenleving van toepassing achtte. Het sociaal darwinisme leefde sterk onder intellectuele kringen in het Westen rond het fin de siècle (rond 1900), de tijd toen de jonge Hitler zijn wereldbeeld vormde. Vooral evolutionistische begrippen als natuurlijke selectie en overleving van de sterkste (survival of the fittest) werden door het nationaalsocialisme van toepassing geacht op de mens, wat blijkt uit het feit dat men het biologisch bepaald achtte om sociaal zwakkere elementen in de samenleving te doden. In de vrije natuur verliezen zieke, gewonde en gehandicapte dieren immers ook de strijd om het bestaan en sterven meestal snel. Men beriep zich aldus op de natuur waarin ook het recht van de sterkste overheerst. Met deze redenatie rechtvaardigden de nazi's het grootschalig doden van geestelijk of lichamelijk gehandicapten. Onder de codenaam Aktion T4 werden voor en tijdens de Tweede Wereldoorlog tienduizenden gehandicapte Duitsers gedood. Er werden zelfs propagandafilms gemaakt waarin het werd voorgesteld alsof het doden van gehandicapten eigenlijk heel humanitair was en het beste voor de slachtoffers was: zo werd hen en hun familie verder leed bespaard.
Naast het 'wieden' van minderwaardige leden uit het Arische ras was het volgens de nazi-leer ook heel belangrijk om het ras, hoewel dit volgens de leer al superieur was, nog zoveel mogelijk verder te versterken of te veredelen om de strijd om het bestaan met andere rassen uiteindelijk zo efficiënt mogelijk te kunnen winnen. Om een superras te creëren werden jonge, "Arische" mannen (dat wil zeggen mannen met juiste lichaamskenmerken zoals blond haar, blauwe ogen en goede verhoudingen) aangemoedigd om bij "Arische" vrouwen (met dezelfde raskenmerken) kinderen te verwekken in een Lebensbornhuis. Er werden speciale onderscheidingen uitgereikt en premies betaald aan Duitse vrouwen die een groot aantal kinderen wisten te baren. Dit alles, maar dan iets minder extreem, vond men ook terug in de rond 1900 populaire eugenetica, die veel invloed had in onder andere de Verenigde Staten. De beweging van de eugenetica was ook een voorstander van rassen-hygiëne waarbij sociaal zwakken, criminelen en gehandicapten zich niet moesten kunnen voortplanten om de gezondheid van het menselijk ras te behouden. Daarentegen moest de elite, zoals intelligente mensen, zeer rijken en mensen met goede verhoudingen, juist zo veel mogelijk kinderen krijgen om het ras te veredelen.
Door sommige nationaalsocialisten werd gedweept met flarden van het gedachtegoed van de 19e-eeuwse Duitse filosoof Nietzsche. Dit gebeurde met name door het in een andere context en interpretatie overnemen van de term "übermensch". Met deze term, sporadisch ook eerder door anderen gebezigd, gaf Nietzsche uitdrukking aan een vage, vanuit de evolutieleer gerezen gedachte, dat uit de bestaande mens een nieuwe, superieure soort zou voortkomen, of individuen die daarvan de eerstelingen zouden zijn. In het nazisme wordt de term aan het begrip ras gekoppeld, waarbij gepretendeerd werd dat het "blanke ras" en met name het Duitse volk die belofte zou vervullen (zie verder onder Rassenleer en antisemitisme). Door het introduceren van het als tegenhanger bedoeld begrip "Untermensch" werd een begrippenpaar in het leven geroepen dat bij Nietzsche niet voorkwam.

## Nationalisme
De nationaalsocialistische leer bevatte sterke Duits-nationalistische kenmerken. Revisionisme was een element waarop de partij dreef: het Duitse Rijk zou in de Eerste Wereldoorlog door de revolutionairen (in nazi-ogen de socialisten, communisten en Joden) zijn verraden (dolkstootlegende) en gedwongen zijn een nadelige vredesverdrag (de Vrede van Versailles van 1919) te accepteren. Dit "onrecht" moest volgens de nazi's uiteraard ongedaan worden gemaakt. De Duitsers moesten de, volgens de bepalingen van dit vredesverdrag, toen afgestane gebieden binnen Europa en ook hun vroegere koloniën terugkrijgen, en het zou afgelopen moeten zijn met de herstelbetalingen en geallieerde bezetting van de westelijke Rijnoever. De nazi's herhaalden voortdurend dat de geallieerden Duitsland opzettelijk beletten in zijn groei en dat het zijn plaats onder de zon werd misgund.
De Duitsers zouden zelfs naar een overheersende rol moeten streven, met andere woorden naar wereldheerschappij, en iedere Duitssprekende zou door de Duitse staat moeten worden omvat (Heim ins Reich-gedachte) waarbij in nazi-ogen deze Volksduitsers niet terug zouden hoeven te keren naar Duitsland maar Duitsland zou naar hen toe komen. Dit betekende dat het Duitse Rijk eenvoudigweg zijn grenzen zodanig moest uitbreiden dat ten slotte alle Duitsers hierdoor vanzelf Heim ins Reich zouden zijn. Weliswaar zou Duitsland zijn koloniën terug moeten krijgen, maar de echte koloniën van Duitsland zouden zich in Oost-Europa moeten bevinden. Dit Poolse en Russische gebied zou na verovering rijp moeten worden gemaakt voor vestiging van nieuwe Duitse kolonisten om de daar al aanwezige Volksduitsers te versterken, waarbij de Slavische volkeren een ondergeschikte rol zouden krijgen of zelfs zouden worden uitgeroeid.

## Romantiek
Binnen de nazi-leer was tevens invloed van de romantiek te bespeuren, die tot uiting kwam in een 'terug naar de natuur'-ideologie. Duitse kinderen moesten door enige tijd in de natuur door te brengen worden gehard; in de natuur kon de mens zijn ware wasdom bereiken. Dit werd concreet vertaald in de Hitlerjugend, waarvan de leden veel in de natuur bivakkeerden en vaak aan lichamelijke oefening en sport deden. De meisjes van de Bund Deutscher Mädel volgden een ander programma, maar moesten aansluitend een jaar op het land werken, het Landjahr (dit leidde overigens tot ergernis van veel ouders weleens tot onverwachte zwangerschappen). De natuur was belangrijk, ook omdat het typisch Duitse landschap met middelgebergten en eikenbossen goed paste in de Duits-Germaanse nationalistische en mystieke denkbeelden.
Vaak werd verwezen naar het dierenrijk. Hitler zelf had een voorkeur voor honden en wolven, en legde het verband met zijn eigen voornaam Adolf, die "edele wolf" betekent. Zo ging hij vaak met zijn herdershonden op de foto en noemde een van zijn hoofdkwartieren Wolfsschanze. De U-boten volgden een tactiek die de tactiek van de wolfshorde werd genoemd. Democratie werd mede verworpen met een verwijzing naar het dierenrijk: Wolven (of leeuwen) discussiëren immers niet, die gebruiken geweld om een conflict de wereld uit te helpen. Dat is misschien hardvochtig, aldus de ideologie, maar daardoor is wel direct het conflict beslecht en worden aldus ook zwakkere leden verstoten of gedood. Daardoor gaat de soort er als geheel op vooruit. In deze verwijzingen ligt tevens een link naar het sociaal darwinisme.

## Kunst
Hitler vond van zichzelf dat hij een getalenteerd kunstschilder en architect was, ondanks het feit dat hij in zijn jonge jaren, tot tweemaal toe, afgewezen was bij de Weense kunstacademie. Hij had vooral belangstelling voor neoklassieke architectuur en realistische kunst zoals die van de oude meesters, de romantische schilderkunst en de klassieke beeldhouwkunst. Deze kunst bestempelde hij als "Arische" kunst. De moderne stromingen zoals het impressionisme en kubisme vond Hitler maar niks en toen hij aan de macht was werd alle kunst die hem niet beviel uit de openbaarheid verbannen of zelfs vernietigd. Verscheidene keren werd er een tentoonstelling gehouden van Entartete Kunst (ontaarde of gedegenereerde kunst) waarna de tentoongestelde werken werden verkocht (de nazi's wilden aan de entartete Kunst wel geld verdienen als de mogelijkheid zich voordeed) en de onverkoopbare verbrand.
Veel moderne kunstenaars werden gevangengezet, zoals Otto Dix, of vluchtten naar het buitenland. Kunstenaars die bij Hitler wel in de smaak vielen, zoals de beeldhouwer Arno Breker, konden rekenen op grote financiële steun en lucratieve opdrachten van de nazi-overheid voor publieke werken.

## Mystiek
Hoewel Hitler weinig interesse had in de mystieke kant van het nationaalsocialisme, hield Heinrich Himmler, de leider van de SS, zich wel intensief bezig met occultisme, kruidenleer en paranormale verschijnselen. Sommige nazikopstukken hielden zich ook bezig met onderzoek naar de voorouders van de Duitsers (Ahnenerbe) en zochten naar de oorsprong van het Arische ras in bijvoorbeeld Atlantis of in een hypothetische holle Aarde (zie: Jörg Lanz von Liebenfels en de Thule-Gesellschaft).
Uit de SS, die in Himmlers visie de toekomstige elite van het nazirijk moest vormen, werden blonde en blauwogige mannen gehaald die bijeenkwamen in een soort erediensten waarin de Germaanse mystiek herleefde. Ook werd gedweept met oude Duitse volkstradities, heidense mystiek en waarden, soms teruggaand tot de tijd van de voorchristelijke Germanen. Voorbeelden waren fakkeloptochten, Wagner-opera's, het gebruik van eikenloof, en het inrichten van monumenten op bepaalde bijzondere plaatsen. Dit leidde tot het ontstaan van een moderne vorm van heidendom binnen het nationaalsocialisme. Himmler kocht na de machtsovername zelfs een oud kasteel op, de Wewelsburg, en verbouwde dit tot een nazistische eretempel waar top-SS'ers geregeld bijeenkwamen om ere-diensten te houden ter meerdere glorie van het nazisme. SS-officieren moesten ook het runenschrift bestuderen. Binnen het nationaalsocialisme zijn ook veel runentekens terug te vinden. Voorbeelden zijn de Sig-rune voor de SS en de Epel-rune als vervanger van de christelijke kruisen op SS-begraafplaatsen. Heinrich Himmler had ook belangstelling voor het Oera Linda Boek dat in 1933 door Herman Wirth in Duitsland uitgegeven werd.

### Atlantis
De gedachte dat de bewoners van Atlantis een soort Übermenschen uit het hoge noorden zouden zijn, was vooral populair in de Duitse ariosofische beweging rond 1900 met als belangrijkste woordvoerder Guido von List. De gedachte was dat het blanke ras, de Ariërs, zouden afstammen van de bewoners van een verdronken continent Atlantis, Hyperborea of Thule in het hoge noorden. Deze gedachte werd vooral gepropageerd in de Thule-Gesellschaft uit München, een directe voorloper van de nazipartij NSDAP. De publicist Karl Georg Zschaetzsch (1920/22) en de Duits-Nederlandse geleerde Herman Wirth (1928) waren de eersten die over een superieure Atlantisch- of Arisch-Noordse beschaving spraken, die zich vanaf dit verdronken continent over het noordelijk halfrond had verspreid. Het Atlantische ras werd hier afgezet tegen het Joodse volk, dat juist afkomstig zou zijn van een gedegenereerde cultuur. Wirth werkte dit verder uit in zijn uitgave van de Ura Linda Chronik (1933), waar hij de Friezen tot afstammelingen van de bewoners van Atlantis bestempelt. De radicale publicist Heinrich Pudor (1936) beweerde dat het rotseiland Helgoland het cultische centrum van het verdronken continent vormde.
Nazi-ideoloog Alfred Rosenberg (1893-1946) en SS-leider Heinrich Himmler (1900-1945) gaven deze gedachten vervolgens een plek in de inofficiële partijleer. De leer werkt ook door in het esoterisch nazisme, met name bij Julius Evola (1934) en Miguel Serrano (1978), waar het geloof in de superioriteit van de westerse cultuur verbonden wordt met de hoop op spirituele wederopstanding van het blanke ras. Dit idee bleef populair in extreemrechtse kring.
De korte samenvatting die Alfred Rosenberg in zijn Der Mythus des 20. Jahrhunderts uit 1930 geeft, is kenmerkend voor deze manier van denken. Volgens Rosenberg zou uit diepzeeonderzoek zijn gebleken dat tienduizenden jaren geleden in korte tijd een Atlantisch bergmassief onder water is verdwenen, waarvan Groenland en IJsland de restanten vormen. De omstreden Welteislehre van Hanns Hörbiger stelde dat de aardas plotseling was gedraaid, waardoor de noordpool snel afkoelde, hele gebieden onder water raakten en de bewoners moesten vluchten. De blonde en blauwogige Atlantiërs die oorspronkelijk de bergdalen bewoonden, hadden een hoog ontwikkelde beschaving. Als zeevaarders en veroveraars trokken hun nakomelingen, de Ariërs, in hun zwanen- en drakenboten naar het Middellandse Zeegebied en Afrika. Anderen reisden over land naar Centraal-Azië en India en mogelijk verder naar China. Ook zouden ze via Noord-Amerika zijn doorgetrokken naar het zuiden van het Amerikaanse continent. De herinneringen aan de Atlantische cultuur zouden bijvoorbeeld terug te vinden zijn in het Indische Mahabharata-epos, in het Perzische zoroastrisme en in het Oude Egypte voor de farao's. Rosenberg was echter minder geïnteresseerd in het waarheidsgehalte van deze theorieën, het ging hem vooral om het scheppen van nieuwe mythen die de Arische rassenleer konden ondersteunen. Deze nieuwe mythen moesten oude mythen als de wederkomst van Christus, het wetenschappelijke vooruitgangsgeloof en de marxistische hoop op een arbeidersparadijs vervangen.

## Fascisme

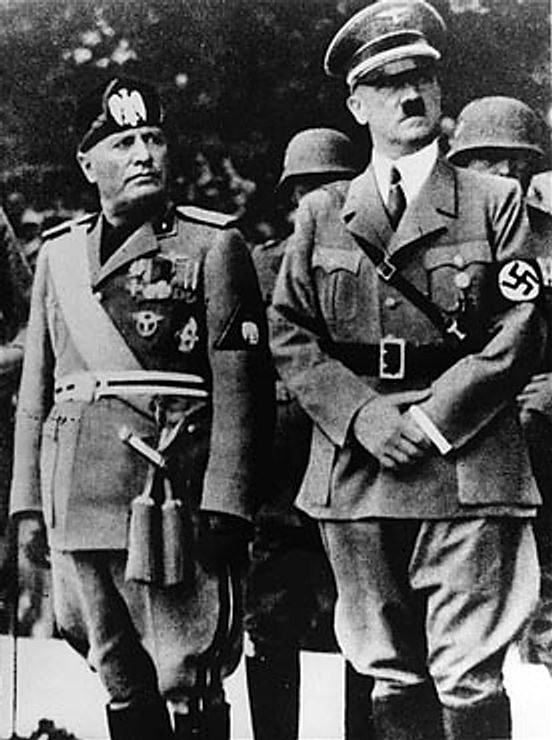
Adolf Hitler met Benito Mussolini (links) tijdens diens bezoek aan München in september 1937

Nationaalsocialisme is sterk door het (Italiaanse) fascisme beïnvloed. Gesteld is wel dat het nationaalsocialisme (deels) ideologisch schatplichtig aan het fascisme is. Volgens sommige historici – zoals Robert Paxton – was het nationaalsocialisme zelfs een vorm van het fascisme. Hitler zelf was een persoonlijk bewonderaar van de Italiaanse leider Benito Mussolini (die zich in het begin als de "mentor" van Hitler beschouwde), zelfs toen hij die in macht voorbij was gestreefd. Veel elementen uit het (Italiaanse) fascisme kunnen ook in het nationaalsocialisme worden teruggevonden. Overeenkomsten, samengevat, zijn:
- twijfel aan de rede en het geloof in mythen;
- vereren van hiërarchie, discipline en leiderschap (het zogenoemde Führerprinzip);
- verheerlijken van geweld, militarisme en imperialisme.

Van de overeenkomstige fascistische elementen was het meest zichtbare voorbeeld de overname van de Romeinse of fascistische groet die met een gestrekte rechterarm werd gebracht, algemeen bekend als de Hitlergroet. In de nazi-ideologie was tevens het leidersbeginsel verankerd. Dit hield in dat een ondergeschikte een leider onvoorwaardelijke gehoorzaamheid verschuldigd was. Op deze regel bestond slechts één uitzondering: een zwakke of slechte leider mocht worden afgezet, zoals leeuwen of wolven te oude of zwakke roedelleiders verstootten. In deze vergelijkingen met de dierenwereld scholen uiteraard eveneens elementen uit de romantiek. Zowel de fascisten als de nazi's wezen de democratie af.
Een ander gemeenschappelijk element met het fascisme was het populisme en het totalitarisme waarop de ideologie dreef. Het volk diende zich in te zetten voor de goede zaak, en doordat iedereen dit – al dan niet gedwongen – deed, legitimeerden de leiders zich. Een van de meest sprekende elementen hierin is het gesundes Volksempfinden. Dit begrip werd in de strafrechtopvattingen van de ideologie van het nationaalsocialisme verheven tot een buitenwettelijke rechtsbron, een pseudolegitimatie van willekeur, waarmee ten behoeve van een gewenste vervolging en veroordeling de bestaande strafwet kon worden opzijgeschoven: enerzijds konden gedragingen die volgens de wet weliswaar strafbaar waren met een beroep op dat beginsel straffeloos blijven, terwijl anderzijds gedragingen die volgens de wet juist geoorloofd of althans niet verboden zouden zijn, desalniettemin toch konden worden vervolgd en bestraft.
Onduidelijk bleef daarbij echter hóe dat gesundes Volksempfinden dan kon worden gekend, aangezien er na de machtsovername in 1933 geen verkiezingen meer waren geweest: in de praktijk kwam het neer op een beroep op de nationaalsocialistische ideologie en vaak ook op een geborneerde afkeer van juridische nuances, op een verwerping van het mensenrechten-concept en van belangrijke rechtsbeginselen, zoals dat van de rechtszekerheid en de onschuldspresumptie ten aanzien van verdachten, terwijl het flagrant in strijd was met het rechtsbeginsel dat geen straf kan worden opgelegd zonder daaraan voorafgaande duidelijke strafbaarstelling.
Het gebruik van geweld werd door de nazi's, evenals door de fascisten, verheerlijkt. Volgens de fascisten was oorlog een natuurlijk gegeven, behorend bij het leven en dat het land versterkte. Volgens de nazi's was oorlog bovendien nodig om de "schande van 1918" ongedaan te maken (militarisme) en Lebensraum te veroveren (imperialisme). Met de fascisten waren de nazi's van mening dat het doel de middelen heiligt.
Men stond voorts een traditionele man/vrouw rolverdeling voor en wees zaken als feminisme en homoseksualiteit af. De vrouw moest immers thuisblijven en zich concentreren op het krijgen van zo veel mogelijk kinderen en de zorg voor deze kinderen, zodat de nationale bevolking zou groeien. In tegenstelling tot b.v. het Sovjetleger mochten vrouwelijke militairen geen gevechtshandelingen uitvoeren. Ook seksuele losbandigheid zoals prostitutie, seks- en nachtclubs werden verworpen, daar seks voortplanting moest dienen en bovendien seksuele losbandigheid door de nazi's met joden werd geassocieerd. Seksuele preutsheid werd door de nazi's tot in het bizarre doorgevoerd. Weliswaar werd bevolkingsaanwas sterk gepropageerd maar openbare uitingen van seksualiteit waren taboe. De nazi's sloten bijvoorbeeld alle Berlijnse bordelen en nachtclubs behalve Salon Kitty in Berlijn wat door de Sicherheitsdienst tevens werd gebruikt om verdachte personen te bespioneren en af te luisteren.
Het belangrijkste ideologische verschil met het fascisme was dat het fascisme nadrukkelijk op de nationale staat en het nationaalsocialisme op het volk en het ras was georiënteerd. Anders gezegd, voor het fascisme was de mythe van de nationale staat de basis, voor het nationaalsocialisme fungeerde de mythe van het ras en het volk als pijler.

## Christendom en nationaalsocialisme

Vlag van de Deutsche Christen: een beweging ter promotie van het positieve christendom in de Duitse protestantse kerk

Binnen de nationaalsocialistische beweging bestonden er verschillende opvattingen over religie en het christendom. De overgrote meerderheid van de NSDAP-leden bleven trouw aan het katholicisme en het protestantisme. Tijdens een toespraak op 12 april 1922 noemde Hitler zichzelf christen. Hitler steunde het christendom publiekelijk, maar in privégesprekken heeft hij een aantal antichristelijke opmerkingen gemaakt. Historicus Laurence Rees is van mening dat de acceptatie van het christendom door Hitler slechts opportunistisch was.
Sinds 1920 stond in het beginselprogramma van de NSDAP dat de partij een voorstander was van het positieve christendom. Dit was een religieuze stroming die de ideeën van het nationaalsocialisme combineerde met het christendom. Adolf Hitler en de NSDAP steunden de organisatie Deutsche Christen om het gedachtegoed van het positieve christendom in het Duitse protestantisme in te voeren. De Deutsche Christen werd gesteund door 3.000 van de 17.000 predikanten in Duitsland. De aanhang van de Deutsche Christen bestond naar schatting uit een derde of een vierde van de 40 miljoen protestanten in Duitsland.
Aanvankelijk hadden de nazi's de steun van de meeste kerken zoals de Rooms-Katholieke Kerk (Rijksconcordaat 1933) en de Lutherse Kerk. De kerken schreven gehoorzaamheid aan de staat voor en verkozen een rechtse dictatuur boven het als goddeloos bekende communisme (een soort antithese zoals Abraham Kuyper in Nederland in praktijk had gebracht). De Duitse katholieke bisschoppen en de protestantse kerkleiding riepen iedereen op om de oorlogsvoering van Hitler te steunen. In tegenstelling tot de Duitse katholieke bisschoppen was de paus negatief over het nationaalsocialisme. In 1937 verscheen de pauselijke encycliek Mit brennender Sorge, waarin delen van de nationaalsocialistische ideologie, zoals racisme en "modern heidendom" duidelijk veroordeeld werden.
Heinrich Himmler steunde de gottgläubig-beweging. Deze beweging bestond uit mensen die in God geloofden, maar niet verbonden waren aan een kerkgenootschap. Tegelijkertijd maakte Himmler het verboden voor atheïsten om lid te worden van de SS.
Aanroeping van God

Adolf Hitler en andere Duitse nazi's riepen regelmatig God aan als de Schepper en de opdrachtgever van hetgeen het Duitse volk moest doen.

Man kann nicht dem untreu werden, was einem ganzen Leben Inhalt, Sinn und Zweck gegeben hat. Es wird nicht so etwas aus nichts, wenn diesem Werden nicht ein grosser Befehl zugrunde liegt. Und den Befehl gab uns kein irdischer Vorgesetzter, den gab uns der Gott, der unser Volk geschaffen hat.

Vertaling: Men kan niet datgene wat een heel leven inhoud, zin en doel heeft gegeven, ontrouw worden. Zoiets ontstaat niet uit het niets, als aan dit ontstaan niet een groot bevel ten gronde zou liggen. En geen aards gezag gaf ons dat bevel, maar God, die ons volk gemaakt heeft, gaf het.
— Adolf Hitler in Triumph des Willens, 1935.

Ook de militaire en civiele eed, die alle Duitse soldaten en openbare ambtsdragers moesten afleggen tussen 1934 en 1945, bevatte een verwijzing naar God.
Die Vereidigung der Wehrmacht auf Adolf Hitler, 2.8.1934

"Ich schwöre bei Gott diesen heiligen Eid, daß ich dem Führer des Deutschen Reiches und Volkes Adolf Hitler, dem Oberbefehlshaber der Wehrmacht, unbedingten Gehorsam leisten und als tapferer Soldat bereit sein will, jederzeit für diesen Eid mein Leben einzusetzen."
De Eedaflegging van de Wehrmacht aan Adolf Hitler, 2 augustus 1934

"Ik zweer bij God deze heilige eed, dat ik de Führer van het Duitse Rijk en volk, Adolf Hitler, de opperbevelhebber van de Wehrmacht, onvoorwaardelijk gehoorzaam en als dappere soldaat te allen tijde bereid wil zijn mijn leven voor deze eed te geven."
Diensteid der öffentlichen Beamten

"Ich schwöre: Ich werde dem Führer des Deutschen Reiches und Volkes Adolf Hitler treu und gehorsam sein, die Gesetze beachten, und meine Amtspflichten gewissenhaft erfüllen, so wahr mir Gott helfe."
Diensteed der openbare beambten

"Ik zweer: ik zal de Führer van het Duitse Rijk en volk Adolf Hitler trouw en gehoorzaam zijn, de wet naleven, en mijn ambtsplichten gewetensvol vervullen, zo waarlijk helpe mij God."
Gewone leden van de Wehrmacht droegen op de gesp van hun riem de leus "Gott mit uns" (God met ons), die teruggaat op de Pruisische Kroonorde. De Waffen-SS droegen daarentegen de leus "Meine Ehre heißt Treue" (Mijn eer is trouw).

## Rassenleer en antisemitisme
Een groot verschil met het fascisme was dat antisemitisme een integraal onderdeel en een van de belangrijkste onderdelen van de nazileer vormde. Dit antisemitisme werd geïntegreerd in een breder concept, dat van de nationaalsocialistische rassenleer. Die hield in dat er een rangorde van mensenrassen kon worden gemaakt. Redenerend vanuit het sociaal darwinisme kwam men tot het idee dat er betere en mindere rassen bestonden. Hitler zette de rassentheorie uiteen in zijn biografie Mein Kampf, en de theorie werd later 'wetenschappelijk' onderbouwd, onder meer door Alfred Rosenberg in Der Mythus des 20. Jahrhunderts. Natuurlijke selectie werd gezien als de voorwaarde voor iedere menselijke ontwikkeling. In die selectiestrijd wonnen de sterksten en werden de zwakkeren afgemaakt. Aldus hadden volgens de nazi-ideologen alle rassen een verschillende staat van perfectie, waarbij het recht, en zelfs de plicht, van het meest perfecte ras was de andere rassen te overheersen en indien nodig uit te roeien. Uitroeien van minderwaardige rassen en minderwaardige elementen binnen het eigen ras was noodzakelijk om te voorkomen dat minderwaardigen zich zouden voortplanten en zich (in het geval van minderwaardige rassen) met het eigen ras zouden vermengen om het te 'bevuilen'. Als 'minderwaardige elementen binnen het eigen ras' werden onder meer homoseksuelen, politiek andersdenkenden, vrijmetselaars en gehandicapten gezien. Deze ideologie werd later, toen de nazi's eenmaal aan de macht waren, onder de naam "rassenleer" een verplicht vak op scholen.
Volgens de nazi’s was het Arische (of Germaanse) ras het meest perfecte. Dit omvatte in de ogen van de nazi's alle Duitsers en verwante Germaanse volkeren (Nederlanders, Scandinaviërs, Zwitsers, Engelsen, Vlamingen, Denen). Daarnaast werd de Italianen een bijzondere status toegekend wegens hun verwante ideologie. Kroaten, Japanners en bepaalde personen kregen om politieke redenen de status van "ere-Ariër". Fransen, Spanjaarden, Portugezen en Grieken werden gezien als weliswaar Europees maar minderwaardig aan de Germaanse volkeren. Volgens Hitler lieten de Fransen zich zelfs zodanig 'bevuilen' door vermenging met zwarten uit hun koloniën, dat Frankrijk in feite 'een Afrikaanse staat in Europa was, reikend van de Congo tot de Rijn'. Slavische volkeren, het mongoloïde en het negroïde ras waren, evenals Amerikaanse indianen en de volkeren van Centraal-Azië, minderwaardig in de ogen van de nazi's. Zij waren hooguit geschikt om hard te werken en zouden in de verre toekomst uitgeroeid moeten worden. Ook hier werden overigens om politieke redenen uitzonderingen op gemaakt, want Slavische staten als Slowakije en Bulgarije streden wel aan de zijde van de As. Binnen deze groep waren de Russen het 'laagst', omdat zij niet slechts 'minderwaardig' zouden zijn, maar eveneens het verderfelijke communisme hadden omhelsd. Krijgsgevangenen uit de Sovjet-Unie kregen dan ook een extra zware behandeling.
Onderaan deze lijst stonden de Joden, die door de nazi's werden gezien als een ras. Dit ras zou minderwaardig zijn, maar desalniettemin gevaarlijk, doordat het de Duitsers en andere volkeren trachtte te overheersen en te bevuilen door hun vrouwen te bevruchten. Ze kregen de schuld van alles wat verkeerd was en zouden achter allerlei kwaadaardige complotten zitten. Joden werden gezien als bacillen en vergeleken met ziekten als tyfus en cholera, en men moest hen dus ook op nietsontziende wijze verdelgen. In Hitlers woorden: "Met bacillen onderhandel je niet, die roei je uit."
Dit racistische luik van het nationaalsocialisme was ideologisch schatplichtig aan kleinere groeperingen die eind 19e eeuw in Oostenrijk-Hongarije waren ontstaan. Deze groeperingen voelden zich bedreigd door het toenemend Slavisch nationalisme en verweten (vaak Joodse) fabrieksbazen Slavische arbeiders in dienst te nemen waardoor Duitssprekenden een minderheid werden in steden als Praag. Veel nazi's geloofden niet in deze denkbeelden maar namen ze wel voor lief. Ook keken de meeste 'gewone Duitsers' liever de andere kant op als ze in hun eigen omgeving geconfronteerd werden met razzia's op Joden en andere nazi-tegenstanders, ook al veroordeelden de katholieke kerk en andere niet-genazificeerde kerken dit. Maar omdat de echte nazikopstukken als Goebbels en Himmler en bovenal Adolf Hitler zelf wel overtuigd waren van hun racistische vooroordelen lag dit onderdeel van de nazi-ideologie ten grondslag aan een van de grootste genociden in de geschiedenis.

## Na 1945
Het nationaalsocialisme werd na de Tweede Wereldoorlog verboden in Duitsland en andere landen, maar kleine groepen van mensen die de principes van het nationaalsocialisme aanhangen bestaan nog, zowel in Duitsland als daarbuiten. Deze mensen worden neonazi's genoemd. Daarnaast bestaat er een gerelateerde groep, de zogenaamde holocaust-ontkenners, die het bestaan van de Holocaust en andere historische feiten met betrekking tot het nationaalsocialisme ontkent, en nationaalsocialistisch Duitsland en wat er gedurende die jaren gebeurde uitsluitend positief beschrijven.

## De term 'nazi'
Het woord 'nazi' is afkomstig van Nationalsozialist, de Duitstalige term voor een aanhanger van het nationaalsocialisme. De afkorting 'nazi' is analoog aan het iets oudere 'sozi', wat in het Duitsland van het begin van de 20e eeuw de volksnaam was voor een aanhanger van het socialisme. De term 'nazisme' is van 'nazi' afgeleid en wordt tegenwoordig gebruikt als afkorting voor nationaalsocialisme. Men gebruikt het ook als pejoratief bijvoeglijk naamwoord ('dat zijn nazistische praktijken').

## Nederlandse schrijfwijze
Tijdens de Tweede Wereldoorlog gebruikten Nederlandse nationaalsocialisten de twee varianten nationaal-socialisme en nationaalsocialisme naast elkaar. De term nationaal-socialisme was in gebruik bij de Nationaal-Socialistische Beweging in Nederland, kortweg NSB, terwijl de term nationaalsocialisme in zwang was in de kringen van de Nederlandsche SS.